# Estat vegetatiu
Es diu estat vegetatiu (EV) a una condició clínica en què la persona no dona cap signe evident de consciència de si o de l'ambient, i sembla incapaç d'interaccionar amb els altres o de reaccionar a estímuls adequats. A diferència del coma, en l'EV la majoria dels individus no presenta pèrdua de funcions dependents del tronc encefàlic (activitat pupil·lar, resposta oculoencefàlica, masticació, deglució, control de la respiració i de la circulació).
El diagnòstic correcte és difícil i normalment requereix una llarga i atenta observació en centres especialitzats. Algunes d'aquestes persones, amb una atenció apropiada i rehabilitació, són capaços de sortir de l'EV. Però molts altres, per desgràcia, romanen en aquest estat, fins i tot durant anys, sense suports tecnològics.
Cal diferenciar l'estat vegetatiu de l'estat de mínima consciència, ja que en aquest estan preservats alguns signes d'interacció amb l'entorn i es detecten patrons fenomenològics de processament cerebral que no es corresponen amb els d'un EV genuí. Una altra entitat clínica que es pot confondre amb l'EV és la síndrome d'enclaustrament.
En certs casos, especialment si l'origen de l'EV és un traumatisme cranioencefàlic i no una encefalopatia hipòxica, l'EEG, la TEP i/o La RM funcional poden detectar signes d'activitat al cervell suggestius d'un nivell cognitiu residual (relacionat amb l'audició o les funcions somatosensorials), però que no s'acompanyen de cap resposta als estímuls.

## Història
L'estat vegetatiu va ser descrit per primera vegada per Ernst Kretschmer el 1940 qui el va batejar amb el nom apallische syndrom (síndrome d'apatia). Si bé investigadors francesos perfilaren el concepte de 'vida vegetativa' una dècada abans, el terme d'estat vegetatiu persistent va ser encunyat el 1972 pel cirurgià escocès de la columna vertebral Bryan Jennett i pel neuròleg americà Fred Plum en descriure una síndrome que semblava haver estat possible gràcies a una major capacitat de la medicina per mantenir el cos del pacient amb vida.
Les connotacions negatives de la paraula vegetatiu, la qual pot suggerir que un pacient en aquest estat ja no és una persona, han fet que els especialistes considerin preferible emprar el vocable 'síndrome de vigília sense resposta'.

## Causes
Hi ha tres causes que poden portar a un estat vegetatiu persistent:
- Traumatisme cranioencefàlic.
- No traumàtica: neurodegeneració o error congènit del metabolisme del cervell, com el que es produeix en la síndrome d'Aicardi-Goutieres i que afecta l'interferó alfa.[15]
- Alteració congènita greu del sistema nerviós central.

A la literatura mèdica es descriuen diverses causes potencials d'EV persistent, com ara: 
- Infecció bacteriana, vírica o fúngica, incloent-hi meningitis
- Augment de la pressió intracranial, provocada per un tumor o un abscés
- Hemorràgia intracranial o vessament cerebral d'origen hipertensiu
- Lesió hipòxica isquèmica (hipotensió, aturada cardíaca, arrítmies, quasi ofegament)
- Substàncies tòxiques, com ara: àcid úric, etanol, atropina, opiacis, fàrmacs psicotròpics,[17] plom, argent col·loidal[18]
- Trauma: commoció cerebral, sovint derivada d'una forta concussió -directa o per contracop- al cervell conseqüent a un traumatisme cranial tancat. Dany axonal difús posttraumàtic, secundari a lesions importants en la substància blanca[19]
- Epilèpsia: a banda dels atacs epilèptics, tant un estat epilèptic no convulsiu com postconvulsiu (estat postictal) poden estar implicats en la condició[20]
- Desequilibris electrolítics: hiponatrèmia, hipernatrèmia, hipomagnesèmia, hipoglucèmia, hiperglucèmia, hipercalcèmia o hipocalcèmia
- Postinfecciosa: encefalomielitis disseminada aguda (una malaltia desmielinitzant de naturalesa immunològica que afecta sobretot a nens petits)[21]
- Trastorns endocrins, com ara insuficiència adrenal i trastorns de la tiroide
- Malalties degeneratives i metabòliques, incloent-hi trastorns del cicle de la urea, la síndrome de Reye i la malaltia mitocondrial
- Infecció sistèmica i sèpsia
- Encefalopatia hepàtica
- Passivitat psicogènica: es veu de vegades en persones amb trastorns psiquiàtrics[22]

A més, aquests autors afirmen que els metges anglòfons de vegades utilitzen el recurs mnemotècnic AEIOU-TIPS per recordar parts dels diagnòstics diferencials: La ingestió d'alcohol i l'acidosi, l'epilèpsia i l'encefalopatia, infecció, opiacis, urèmia, trauma, sobredosi d'insulina o trastorns inflamatoris, intoxicacions, causes psicògenes i xoc.
La recuperació tardana dels pacients en estat vegetatiu no és un fet excepcional i ha estat registrat repetidament en la casuística mèdica des de fa anys. Per aquest motiu, els experts en dany cerebral consideren inadequat avui dia fer pronòstics clínics que qualifiquin l'estat en qüestió com 'permanent' o 'irreversible'. En algunes recuperacions inesperades, l'anàlisi a posteriori del cas ha evidenciat errors de criteri o d'avaluació a l'hora d'establir el diagnòstic inicial d'EV.

## Famosos en estat vegetatiu
| - Tony Bland - Sunny von Bülow - Ryan Buchanan - Gustavo Cerati - Nancy Cruzan - Gary Dockery - Eluana Englaro | - Haleigh Poutre - Karen Ann Quinlan - Terri Schiavo - Aruna Shanbaug - Ariel Xaron - Vice Vukov - Chayito Valdez |